# Petrell cabussador de Geòrgia del Sud
El petrell cabussador de Geòrgia del Sud (Pelecanoides georgicus)' és un ocell marí de la família dels pelecanoidids (Pelecanoididae) que cria en caus a illes subantàrtiques dels oceans meridionals, Es dispersa per les proximitats de les zones de cria.